# Coupe du Liechtenstein de football 1962-1963
 (février 2023).
Si vous disposez d'ouvrages ou d'articles de référence ou si vous connaissez des sites web de qualité traitant du thème abordé ici, merci de compléter l'article en donnant les références utiles à sa vérifiabilité et en les liant à la section « Notes et références ».
Navigation
Édition précédente Édition suivante
La coupe du Liechtenstein 1962-1963 de football est la 18e édition de la Coupe nationale de football, la seule compétition nationale du pays en l'absence de championnat.
La finale est disputée à Vaduz, le 25 août 1963, entre le FC Schaan et le FC Ruggell. C'est la première fois dans l'histoire de la compétition que le FC Vaduz ne dispute pas la finale.
Le FC Schaan remporte le trophée en battant le FC Ruggell. Il s'agit du 2e titre de l'histoire du club dans la compétition.

## Quarts de finale
| Équipe 1      | Résultat | Équipe 2         |
| ------------- | -------- | ---------------- |
| FC Schaan     | 3 - 1    | FC Triesen       |
| FC Vaduz II   | 9 - 2    | FC Schaan II     |
| FC Balzers    | 2 - 4    | FC Vaduz Seniors |
| FC Triesen II | 1 - 4    | FC Ruggell       |

## Demi-finales
| Équipe 1   | Résultat | Équipe 2         |
| ---------- | -------- | ---------------- |
| FC Schaan  | 8 - 0    | FC Vaduz II      |
| FC Ruggell | 1 - 0    | FC Vaduz Seniors |

## 3eplace
| 25 août 1963 | FC Vaduz Seniors | 2 - 0 | FC Vaduz II | Vaduz |  |
|              |                  |       |             |       |  |

## Finale
| 25 août 1963 | FC Schaan | 3 - 1 | FC Ruggell | Vaduz |  |
|              |           |       |            |       |  |